# Enzyme Records
Enzyme Records is een platenlabel dat opgericht is in 2001 door Patrick van Kerckhoven nadat hij besloot een einde te maken aan zijn label Gangsta Audiovisuals en Supreme Intelligence.
Van Kerckhoven nam zelf ook een stap terug naar de achtergrond, om zo het publiek te doen geloven dat hij gestopt was met het produceren en draaien van hardcore om ook andere mensen een kans te geven. Zodoende werd gedacht dat Nosferatu en Endymion de oprichters waren van Enzyme.
Omdat de Enzyme-producers verschillende stijlen produceren, worden er meerdere sublabels gemaakt.
- Enzyme: Het hoofdlabel, dat zich op hardcoremuziek richt. Hierop komen over het algemeen de meest toegankelijke hardcorevormen te staan die door de meerderheid van het publiek gewaardeerd worden.
- Enzyme X: Dit is het experimentele sublabel van Enzyme. De X staat voor eXperimental. Hierop komen nummers te staan die niet op het hoofdlabel thuis horen, omdat ze te experimenteel zijn. De vinyls van dit label worden in beperkte oplages geperst, meestal tot maar 500 stuks. Dit wordt gedaan om het exclusief te houden voor de echte liefhebbers.
- Enzyme K7: Dit is een sublabel dat oorspronkelijk bedoeld is om er de hardere en donkere nummers op uit te brengen. Voornamelijk dus darkcore-muziek.
- Enzyme VIP: Hierop komen speciale remixes van enkele hits van Enzyme te staan. Ook deze worden vaak maar in beperkte oplages geperst

## Artiesten
- Ophidian
- Ruffneck
- Hamunaptra
- Synapse
- Miss Hysteria
- Amada
- The Cambion
- Rapture
- Cruel Intentions
- Neox
- Skinrush
- Nocturnal Ritual
- Suicide Circle
- Mad Scientist